# Islas Anzhu
Las islas Anzhú o islas Anjou (en ruso: Острова́ Анжу́, ostrová Anzhú) son un grupo de islas localizadas en el ártico siberiano, un subgrupo del archipiélago de las islas de Nueva Siberia. Este grupo de islas es un territorio prácticamente deshabitado.
Administrativamente las islas pertenecen a la República de Sajá (Yakutia) de la Federación de Rusia.

## Geografía
Las islas están situadas entre el mar de Láptev y el mar de Siberia Oriental, en la zona ártica de Rusia. La superficie total de las islas es de unos 29.000 km².
Las principales islas del grupo de Anzhu son (de oeste a este):
- Isla Kotelny/Bunge/Faddeyevsky, el conjunto formado por las islas Kotelny, Tierra Bunge y Faddéyevski, que con 23.165 km², por superficie, ocupa el lugar 4.ª isla de Rusia y 47.ª del mundo.
- Isla de Nueva Siberia, con 6.201 km², la 9.º isla de Rusia.
- Isla de Belkov, de 535 km².

## Historia
Las islas Anzhú llevan su nombre en honor del oficial naval y explorador ruso Piotr Anjou, que en el transcurso de una expedición a las costas siberianas dirigida por Ferdinand von Wrangel (1820-24) realizó el primer mapa de las islas.